# Chapelle des Ursulines (Quintin)
 (juillet 2022).
Si vous disposez d'ouvrages ou d'articles de référence ou si vous connaissez des sites web de qualité traitant du thème abordé ici, merci de compléter l'article en donnant les références utiles à sa vérifiabilité et en les liant à la section « Notes et références ».
Pour les articles homonymes, voir Chapelle des Ursulines.
La chapelle des Ursulines est une ancienne église de la Sainte Famille puis du Saint Esprit a été construite en 1707 sur une terre dénommée "de Bel Orient". Elle a accueilli à Quintin (Côtes-d'Armor) la communauté religieuse des Ursulines. Elle présente la singularité architecturale d'un Juvéna (dortoir) de deux étages au-dessus de la nef. Le Juvéna est éclairé par un oculus et deux rangs de fenêtres, dont il ne reste qu'un seul. Les gens supposés hostiles à la Révolution de 1789 y furent mis en résidence surveillée. Jusqu'à la fermeture du couvent, en 1904, les Ursulines de Quintin ont eu pour tâche principale l'éducation des filles. La nef a reçu les chars allemands en 1940, puis a servi de salle de sports au lycée Jean Monnet.
L'église est intégrée dans des bâtiments conventuels, qui sont aujourd'hui loués par BSB, Bâtiments et Styles de Bretagne, pour des logements sociaux. L'église est dénommée "*« Chapelle des Ursulines » (cad. C 434) depuis son inscription aux monuments historiques par arrêté du 14 mai 1986 pour éviter son effondrement. La nef a été entièrement échafaudée jusqu'en 2022. Depuis 2011, ce monument est rattaché à la fondation de la Maison des Pages de Camille Aubaude (Amboise), et de ce fait à la Fédération nationale des maisons d'écrivains et des patrimoines littéraires.
L'Église de Louis-Ferdinand Céline (disponible en pdf sur la Toile), une comédie théâtrale en cinq actes sur l'humanité à travers ses communautés se réfère à cette église de Quintin, où Céline a soigné les blessés de la Grande Guerre. Il s'est marié à Quintin le 10 août 1919.